# Oxotremorina
L'oxotremorina è un alcaloide sintetico ed un agonista muscarinico in grado di legarsi al recettore dell'acetilcolina. Non è però un agonista selettivo.
Produce atassia, tremori e spasticità simil-parkinsoniani. Non ha utilizzi medico-farmacologici, ma viene utilizzata come molecola per lo studio di altri farmaci ad attività antiparkinsoniana.